# Kheireddine
Kheireddine è un comune dell'Algeria, situato nella provincia di Mostaganem.